# 오토기 (비디오 게임)
《오토기》는 프롬소프트웨어가 제작한 핵 앤드 슬래시 액션 게임이다. 엑스박스 플랫폼으로 개발됐으며 일본서 2002년 12월 12일 처음 출시됐다. 북미 및 유럽 지역에선 세가가 배급해 2003년 발매됐다. 대한민국에선 YBM시사닷컴이 배급해 2003년 출시됐다. 영어판 제목은 《오토기: 요괴들의 신화》이다.
일본 신화를 배경으로 이야기가 펼쳐지며, 주인공은 사형 집행인 미나모토 라이코우로 그가 사후 부활해 일본 신화의 요괴들과 맞서 싸우는 모험극을 그렸다. 게임 진행에 따라 라이코우는 장비를 통해 능력치를 강화할 수 있다. 그 외에 사신에 기반한 마법을 사용할 수 있는데, 마법을 사용할 때마다 라이코우의 몸을 유지하는 힘이 약해져 이를 전략적으로 활용해야 한다.
《오토기》는 발매 당시 미려한 그래픽으로 대체적으로 긍정적인 평가를 받았다. 2003년에 후속작 《오토기: 백귀토벌회권》이 출시됐다.

## 출시
대한민국에선 YBM 시사닷컴이 배급해 2003년 7월 25일 출시했다.

## 반응
《오토기》는 리뷰 애그리게이터 웹사이트 메타크리틱에서 80/100점을 기록해 "대체적으로 긍정적인 평가"를 받았다.

## 참조

### 내용주
1. ↑  일본어: 御伽, 영어: Otogi
2. ↑  영어: Otogi: Myth of Demons